# Massacre de Juliaca
Le massacre de Juliaca est un événement survenu le 9 janvier 2023 lorsque la police nationale péruvienne (en) tire sur des manifestants à Juliaca dans le département péruvien de Puno lors des manifestations politiques de 2022-2023. Au moins 18 personnes sont tuées et plus de 100 autres blessées par la police répondant aux protestations dans la ville,,. Cette journée du 9 janvier est la plus meurtrière depuis le début de cette série de manifestations. Les médias locaux critiquent par ailleurs la couverture médiatique des médias nationaux, affirmant que les événements de Juliaca sont passés sous silence.

## Contexte

### Tentative d'auto-coup d'État
Lors des présidences d'Ollanta Humala, Pedro Pablo Kuczynski et Martín Vizcarra, le Congrès péruvien dominé par la droite dirigée par la fille de l'ancien dictateur péruvien Alberto Fujimori, Keiko Fujimori, entrave une grande partie des actions menées par le pouvoir présidentiel,. À l'occasion des élections générales péruviennes de 2021, Pedro Castillo est élu président du Pérou, recevant une grande partie de son soutien des habitants des zones rurales qui jugent corrompues les élites de Lima. Selon Gonzalo Banda, professeur de politique sociale à l'Université catholique de Santa María à Arequipa, bien que Castillo ait été accusé d'être lié au terrorisme communiste, « dans les endroits où le terrorisme a causé le plus d'effusions de sang, Castillo a largement gagné ». En revanche, Fujimori, qui était la principale opposante de Castillo lors de l'élection présidentielle, a reçu le soutien de l'élite de Lima composée de chrétiens évangéliques, de chefs d'entreprises, des médias et des forces armées.
Malgré sa victoire, Pedro Castillo doit composer dès le début de sa présidence avec un Congrès dominé par des partis de droite opposés à lui. Des législateurs tentent de le destituer à plusieurs reprises par diverses voies politiques et constitutionnelles. En raison de la formulation de la destitution interprétée au sens large dans la Constitution du Pérou (en) de 1993, le Congrès peut destituer le président pour de vagues motifs d'« incapacité morale », rendant ainsi la législature plus puissante que le pouvoir exécutif,,,. Le 7 décembre 2022, le Congrès devait déposer une motion de censure contre Castillo, l'accusant d'« incapacité morale permanente ». Avant que le corps législatif ne puisse se réunir pour déposer sa motion, Castillo annonce la dissolution du Congrès et décrète un couvre-feu immédiat. Quelques instants après le discours de Castillo, plusieurs ministres démissionnent de son gouvernement, dont la Première ministre Betssy Chávez. La Cour constitutionnelle publie une déclaration : « Personne ne doit obéissance à un gouvernement usurpateur et Monsieur Pedro Castillo a mené un coup d'État inefficace. Les forces armées sont habilitées à rétablir l'ordre constitutionnel ». Les forces armées publient également une déclaration rejetant les actions de Castillo et appelant au maintien de la stabilité au Pérou. Ignorant les actions de Castillo de dissoudre le corps législatif, le Congrès se réunit et vote pour destituer Castillo de ses fonctions en raison d'« incapacité morale » avec 101 voix pour, 6 contre et 10 abstentions. Il est alors annoncé que la première vice-présidente Dina Boluarte, qui rejette également les actions de Castillo, prêterait serment pour la présidence à 15 h PET. La vice-présidente de Castillo, Dina Boluarte, fait son entrée au Palais législatif (en) peu après 15 h PET et comparaît devant le Congrès, où elle prête ensuite serment comme présidente du Pérou.

### Manifestations
Pour les partisans de Castillo,,, c'est le Congrès qui a réalisé un coup d'État contre le président. De plus, ils considèrent Dina Boluarte comme une « traîtresse », une « dictatrice » et une « usurpatrice » après son accession ultérieure en tant que nouvelle présidente de la république,, et ce, sur la base de sa promesse où elle affirmait que « si le président est destitué, elle s'en ira avec le président ». De cette façon, les partisans de l'ancien président réclament une libération rapide de Castillo et un avancement des élections présidentielles. Le gouvernement Boluarte répond d'abord à ces revendications en tentant de réprimer les manifestations par la police, mais déclare ensuite l'état d'urgence et utilise l'armée à cette fin.

### Impunité des autorités
L'utilisation des forces policières et armées par le gouvernement péruvien est critiquée par des groupes de défense des droits de l'homme car la police et les troupes utilisent souvent la violence en toute impunité. Human Rights Watch déclare à l'époque que « l'usage excessif de la force par des agents de l'État est un problème persistant au Pérou. Les règles d'usage de la force par les forces de sécurité ne sont pas conformes aux normes internationales », selon le groupe de défenses des droits, qui rappelle que le Congrès avait supprimé les directives de proportionnalité concernant l'utilisation de la force, ce qui permettait aux autorités d'utiliser plus facilement une force excessive en toute impunité.
Le 15 décembre 2022, des manifestants à Ayacucho s'approchent de l'aéroport Coronel FAP Alfredo Mendívil Duarte (en), les forces armées péruviennes fermant l'aéroport en réponse, des affrontements se produisant peu de temps après. Des groupes de défense des droits de l'homme rapportent que des membres de l'armée péruvienne sont vus en train de tirer sur des civils qui protestaient lors d'un événement décrit comme le massacre d'Ayacucho, qui fait 10 morts et 61 blessés parmi les civils. Les blessés sont envoyés pour traitement au réseau Huamanga et à l'hôpital régional d'Ayacucho, avec 90 % des blessures résultant d'armes à feu selon le système de santé régional d'Ayacucho. L'événement demeure peu couvert par les médias péruviens (en). Des universitaires et des organisations de défense des droits de l'homme ont condamné l'usage excessif de la force par les autorités péruviennes,,, tandis que le ministre de la Culture et le ministre de l'Éducation démissionnent du nouveau gouvernement de Dina Boluarte en réponse.

## Massacre
À Puno, plusieurs routes de la région sont barricadées par des manifestants cherchant à obtenir une grève générale au Pérou après la fin des vacances. Deux jours avant le massacre du 7 janvier, les manifestants tentent d'entrer dans l'aéroport international Inca Manco Cápac, bien qu'ils sont dispersés par la police utilisant des gaz lacrymogènes. Pendant la manifestation, un char[Quoi ?] utilisé par la police prend feu. La police utilise également une force excessive sur les citoyens de Juliaca. Des officiers sont vus essayant de brûler un tricycle moto-taxi, lançant des gaz lacrymogènes depuis des hélicoptères sur des individus, brisant des fenêtres de maisons et attaquant un enfant.
Des manifestants d'Ananea (en), d'Azángaro (en), d'Ayaviri (en), de Carabaya, de Moho (en), de Huancané (en) et de Putina (en) ont marché vers Juliaca pour participer aux manifestations. Les manifestants se sont approchés de l'aéroport international Inca Manco Cápac vers midi et ont manifesté à proximité. Vers 14 h PET, un homme qui rentrait chez lui après avoir vendu des pavés est abattu d'une balle dans la tête par la police, devenant la première victime. La présidente Boluarte, qui se réunissait lors de l'événement National Agreement Capacity pour tenter de diffuser les protestations, « a montré son côté le plus froid » selon El País, quand elle a annoncé la mort de l'homme, déclarant : « Je viens d'être informée qu'un civil vient de mourir à Puno. Frères de Puno et où ils continuent de protester contre quoi. Ce que vous demandez n'est pas clair. Je vous ai déjà expliqué que les quatre points politiques ne sont pas entre mes mains, la seule chose était l'avancement des élections et nous l'avons déjà proposé »[réf. nécessaire]. Les individus commencent à entrer dans l'aéroport à 17 h 20 PET et les forces de l'État répondent à cela par une force mortelle. Le personnel médical répondant aux blessés rapporte que la police avait tiré sur des manifestants à bout portant, avec le chef d'une unité de soins intensifs signalant l'utilisation possible d'explosifs contre des citoyens en raison de graves déplacements d'organes internes. Au total, 18 civils sont tués et plus de 100 autres sont blessés. La plupart des personnes tuées venaient d'Azángaro, un médecin soignant les blessés est tué par les autorités tirant sur la foule[réf. nécessaire].
Les journalistes couvrant le massacre sont recherchés pour être identifiés par les unités de renseignement de la police[réf. nécessaire].

## Réactions
L'ancien ministre de la Défense et actuel Premier ministre du Pérou, Alberto Otárola, réagit aux décès en déclarant que les personnes tuées « expriment une responsabilité directe de ceux qui veulent mener un coup d'État dans le pays » et blâme l'ancien président emprisonné Pedro Castillo pour les morts. Le ministre de l'Intérieur Víctor Rojas défend la réponse de la police, déclarant : « Ils ont incité et cela n'a pas pu être contrôlé […] Cherchent-ils une cible ? La voilà ».